# KD
KD is een historisch merk van motorfietsen.
De bedrijfsnaam was: Albert Keller-Dorian, Lyon.
Albert Keller-Dorian maakte vanaf 1905 motorfietsen met een zeer bijzonder blok. Het had een automatische (snuffel-) inlaatklep en een gestuurde uitlaatklep. Dat was niet bijzonder in die tijd, maar wel het opengewerkte vliegwiel met in de naaf een planetair tandwielstelsel dat de omwentelingssnelheid halveerde. De binnenkant van de naaf kon aldus ook dienstdoen als nokkenas.
Het blok was leverbaar in 170- en 216cc-uitvoering en werd behalve in Lyon ook in St. Etienne geproduceerd. Voor dames en geestelijken waren de KD-motorfietsen ook met een open frame leverbaar.